# Charles Aimé Halpin
Charles Aimé Halpin, né le 30 août 1930 à Saint-Eustache au Manitoba et décédé le 16 avril 1994 à Regina en Saskatchewan, était un prélat catholique canadien. Il a été ordonné évêque en 1973 et a été l'archevêque de l'archidiocèse de Regina de 1973 jusqu'à sa mort en 1994.

## Biographie
Charles Aimé Halpin est né le 30 août 1930 à Saint-Eustache au Manitoba. Le 27 mai 1956, il a été ordonné prêtre pour l'archidiocèse de Winnipeg au Manitoba.
Le 24 septembre 1973, il a été nommé archevêque de l'archidiocèse de Regina en Saskatchewan. Il a été consacré évêque le 26 novembre suivant. Il occupa cette position jusqu'à sa mort le 16 avril 1994 à l'âge de 63 ans.